# Free Nelson Mandela

Das Label der deutschen Originalsingle zeigt den Originalsongtitel, Nelson Mandela

Die 12-Zoll-Single enthielt eine verlängerte Version des Songs

Nelson Mandela (in den USA und Italien sowie spätere Versionen auch als: Free Nelson Mandela) ist ein Lied von Jerry Dammers, das von seiner Band The Special A.K.A. aufgenommen wurde. Nelson Mandela erschien 1984 und ist ein Protestsong gegen die Gefangenschaft von Nelson Mandela. Das Lied ist ein Skasong mit einigen Einflüssen aus der südafrikanischen Musik. Produziert wurde die Aufnahme von Elvis Costello. Nelson Mandela erschien auf dem Album In the Studio. Die Single-Auskopplung erreichte Platz 9 der britischen Charts und wurde in einigen Ländern wie Neuseeland ein Nummer-eins-Hit, aber auch in Afrika war das Lied sehr populär.

## Geschichte
Dammers erzählte der Radio Times über die Entstehung des Songs:

“I knew very little about Mandela until I went to an anti-apartheid concert in London in 1983, which gave me the idea for ‘Nelson Mandela’, I never knew how much impact the song would have; it was a hit around the world, and it got back into South Africa and was played at sporting events and ANC rallies-it became an anthem.”

„Ich wusste sehr wenig über Mandela, bis ich 1983 ein Anti-Apartheids Konzert in London besuchte, wodurch mir die Idee zu ‚Nelson Mandela‘ kam. Ich habe nicht geahnt, welchen Effekt dieses Lied einmal haben würde; es wurde ein weltweiter Hit und es kam nach Südafrika und wurde dort bei Sportveranstaltungen und ANC-Kundgebungen gespielt – es wurde zu einer Hymne.“

Leadsänger Stan Campbell verließ die Band, nachdem die Aufnahmen zu Nelson Mandela beendet waren, konnte jedoch überredet werden, noch auf dem Video zum Song und bei einem Auftritt bei Top of the Pops zu singen. Die Background-Stimmen kamen von Rhoda Dakar sowie den drei als Afrodisiak bekannten Sängerinnen Caron Wheeler, Claudia Fontaine und Naomi Thompson.
1988, zum 70. Geburtstag von Nelson Mandela, erschien eine neue Version des Liedes, nun unter dem Titel Free Nelson Mandela, mit den schon am Original beteiligten Musikern Elvis Costello, Dave Wakeling, Ranking Roger und Lynval Golding sowie mit Ndonda Khuze und Jonas Gwangwa. Produziert wurde diese von Dammers mit Tom Fredrickes.
Zum 90. Geburtstag von Nelson Mandela im Juni 2008 sang die Band das Lied im Londoner Hyde Park mit Amy Winehouse als Sängerin. Doch anstatt von Free Nelson Mandela, sang sie Free Blakey, My Fella (eine Reverenz an ihren Ehemann, Blake Fielder-Civil, einen Drogendealer, der im Gefängnis sitzt).
Im Jahr 2010 bezeichnete die englische Zeitung New Statesman das Lied als eines der besten 20 politischen Lieder. Das Musikprojekt 1,000 Days, 1,000 Songs veröffentlichte den Titel im April 2017 auf seiner Website als Protest gegen die Politik von US-Präsident Donald Trump.

## Auszeichnungen für Musikverkäufe
| Land/Region       | Auszeichnungen für Musikverkäufe (Land/Region, Auszeichnung, Verkäufe) | Verkäufe |
| ----------------- | ---------------------------------------------------------------------- | -------- |
| Neuseeland (RMNZ) | Gold                                                                   | 10.000   |
| Insgesamt         | 1× Gold ·                                                              | 10.000   |